# 祖父江郵便局
祖父江郵便局（そぶえゆうびんきょく）は、愛知県稲沢市祖父江町にある郵便局。民営化前の分類では集配普通郵便局であった。

## 概要
住所：〒495-8799 愛知県稲沢市祖父江町祖父江南川原18-4
民営化直前の集配業務再編において、多くの集配普通郵便局は統括センターとなったが、当局は配達センターとされたため、民営化後も郵便事業株式会社の支店は併設されず、集配センターが併設された。

## 沿革
- 1880年（明治13年）4月1日 - 下祖父江郵便局（五等）として開設。同年12月16日より貯金取扱を開始[1]。
- 1890年（明治23年）4月1日 - 祖父江郵便局に改称。
- 1899年（明治32年）3月21日 - 祖父江郵便電信局となる。
- 1903年（明治36年）4月1日 - 通信官署官制の施行に伴い祖父江郵便局となる。
- 1954年（昭和29年）12月1日 - 森上郵便局から、電話交換および電報配達事務の取扱を移管[2]。
- 1965年（昭和40年）10月28日 - 八開郵便局から和文電報配達業務の一部[3]を移管。
- 1967年（昭和42年）8月12日 - 電話交換および和文電報配達業務を、祖父江電報電話局に移管。
- 1970年（昭和45年）4月6日 - 特定郵便局から普通郵便局に局種別改定。
- 2000年（平成12年）8月14日 - 外国通貨の両替および旅行小切手の売買に関する業務取扱を開始。
- 2007年（平成19年）10月1日 - 民営化に伴い、併設された郵便事業一宮支店祖父江集配センターに一部業務を移管。
- 2012年（平成24年）10月1日 - 日本郵便株式会社発足に伴い、郵便事業一宮支店祖父江集配センターを祖父江郵便局に統合。

## 取扱内容
- 郵便、印紙、ゆうパック、内容証明
- 貯金、為替、振替、振込、国際送金、国債、投資信託
- 生命保険、バイク自賠責保険、自動車保険
- ゆうちょ銀行ATM
- 稲沢市内の一部地域の集配業務

## 周辺
- 稲沢市役所祖父江支所
- 王子マテリア祖父江工場
- 木曽川、領内川

## アクセス
- 名鉄尾西線 山崎駅から西へ約2.3km（徒歩で約27分）。
- 稲沢市コミュニティバス「祖父江の森」停留所下車。
- 名神高速道路 岐阜羽島ICから南東へ、もしくは東海北陸自動車道 一宮西ICから南西へそれぞれ約10km。
- 駐車場あり：6台